# Luděk Brož (1975)
Luděk Brož (* 19. březen 1975 Pardubice) je bývalý český hokejový útočník, který většinu kariéry strávil v italské a francouzské lize. Naposledy hrál za klub Královští lvi Hradec Králové v sezóně 2012/2013. Po ukončení aktivní hokejové kariéry trénoval v letech 2015–2017 českou reprezentaci v inline hokeji, za kterou dříve sám hrál.

## Kluby podle sezon
- 1996/1997 SG MAK Brunico, SG Cortina
- 1997/1998 SG MAK Brunico
- 1998/1999 SG MAK Brunico, HC IPB Pojišťovna Pardubice
- 1999/2000 HC 99 TL Mělník
- 2000/2001 MHC Martin, HC Eppan
- 2001/2002 HC Eppan
- 2002/2003 HC Eppan
- 2003/2004 HC Brest Albatros
- 2004/2005 Rouen Hockey Élite 76
- 2005/2006 roční pauza od hokeje
- 2006/2007 Grenoble Métropole Hockey 38
- 2007/2008 Grenoble Métropole Hockey 38
- 2008/2009 Grenoble Métropole Hockey 38
- 2009/2010 Grenoble Métropole Hockey 38
- 2010/2011 Grenoble Métropole Hockey 38
- 2011/2012 HC VCES Hradec Králové
- 2012/2013 Královští lvi Hradec Králové